# Conseil de la métropole de Lyon
Mandature 2020-2026
Hôtel de la métropole
Le conseil de la métropole de Lyon est l'assemblée délibérante de la métropole de Lyon, collectivité territoriale à statut particulier, composé de 150 conseillers métropolitains.
Il prend le relais du conseil communautaire de la communauté urbaine de Lyon, remplacé par la métropole le 1er janvier 2015, et du conseil départemental du Rhône sur le territoire métropolitain depuis cette même date.
Il siège à Lyon au 20, rue du Lac dans le 3e arrondissement, et est présidé par Bruno Bernard (EELV).

## Histoire
Créée le 1er janvier 2015, la métropole de Lyon remplace la communauté urbaine de Lyon et, dans le territoire de celle-ci, le département du Rhône. Elle exerce à la fois les compétences d'un département et celles d'une métropole.
Depuis 2020, le conseil de la métropole, comprenant 150 membres (au lieu des 166 prévus à l'origine dans l'ordonnance ministérielle avant sa révision au parlement), est élu en même temps que les conseils municipaux au suffrage universel direct dans le cadre de 14 circonscriptions électorales selon le mode de scrutin applicable aux communes de plus de 1 000 habitants, et le président du conseil de la métropole est élu à bulletin secret par ce même conseil,,.
Ces 14 circonscriptions électorales métropolitaines, dont les limites ont été fixées par ordonnance ministérielle, suivent globalement l'ancien découpage des 9 conférences territoriales des maires.

### Identité visuelle (logo)

Depuis 2015

## Siège du conseil de la métropole
L'hôtel de la métropole de Lyon est le même que celui de l'ancienne communauté urbaine de Lyon : le bâtiment situé au 20 rue du Lac dans le 3e arrondissement de Lyon, dans le quartier de la Part-Dieu.

## Composition du conseil de la métropole

### Composition globale

#### 2015-2020
Le conseil communautaire, devenu conseil de la métropole au 1er janvier 2015, a été renouvelé le 30 mars 2014 et le président, Gérard Collomb (PS), a été réélu. Les 165 conseillers élus ont formé 14 groupes.

#### 2020-2026
Le conseil de la métropole a été renouvelé le 28 juin 2020 et a élu un nouveau président, Bruno Bernard (EÉLV). Les 150 conseillers élus ont formé 10 groupes.

### Répartition des élus par circonscription

Carte des circonscriptions de la métropole à partir de 2020.
Lônes et coteaux
Lyon-Centre
Lyon-Est
Lyon-Nord
Lyon-Ouest
Lyon-Sud
Lyon-Sud-Est
Ouest
Plateau Nord-Caluire
Porte des Alpes
Portes du Sud
Rhône Amont
Val de Saône
Villeurbanne

Le conseil de la métropole pour la période 2015-2020 étant directement issu de l'ancien conseil communautaire, la répartition des élus s'est opérée de facto selon les règles applicables aux conseils communautaires des EPCI à fiscalité propre, où chacune des 59 communes disposait dans l'ancienne communauté urbaine d'au moins un conseiller communautaire, quelle que soit sa population.
La réforme territoriale a réduit en 2020 le nombre total de circonscriptions électorales de 59 à 14 dans la métropole, les communes n'étant alors plus représentées individuellement mais ces nouvelles circonscriptions assurent une représentativité plus équitable des élus métropolitains vis-à-vis de la population des circonscriptions,.
Concernant la représentation des communes, on note que le projet initial de l'ordonnance de 2014 ne permettait plus d'assurer au moins un siège de conseiller métropolitain par commune (sauf à Lyon et Villeurbanne), mais surtout que le poids des conseillers dans la métropole pour les petites communes du Val de Saône était réduit de moitié, tandis que toutes les autres circonscription voyaient leur poids relatif augmenter (sauf les circonscriptions de Lyon perdant 5 sièges) et leur nombre de sièges de conseillers augmenter d'un ou deux sièges.
La version de l'ordonnance de 2014 finalement ratifiée par le Parlement en juillet 2015 a conservé le découpage des circonscriptions mais réduit le nombre total de sièges de conseillers à pourvoir en 2020 de 166 à 150, en réduisant de un ou deux le nombre de sièges par rapport au projet initial pour chacune des circonscriptions, à l'exception de celle du Val de Saône qui s'est vu attribuer un siège supplémentaire par rapport au projet initial.
| Circonscription à partir de 2020 | Commune                         | Fraction électorale métropolitaine                                                                | Nombre de sièges de conseillers à pourvoir | Nombre de sièges de conseillers à pourvoir | Nombre de sièges de conseillers à pourvoir |
| Circonscription à partir de 2020 | Commune                         | Fraction électorale métropolitaine                                                                | 2015–2020                                  | 2020– (ordonnance initiale)                | 2020– (ordonnance adoptée)                 |
| -------------------------------- | ------------------------------- | ------------------------------------------------------------------------------------------------- | ------------------------------------------ | ------------------------------------------ | ------------------------------------------ |
| Lones et Coteaux                 | Charly                          | Charly                                                                                            | 1                                          | (14)                                       | 12                                         |
| Lones et Coteaux                 | Givors                          | Givors                                                                                            | 2                                          | (14)                                       | 12                                         |
| Lones et Coteaux                 | Grigny                          | Grigny                                                                                            | 1                                          | (14)                                       | 12                                         |
| Lones et Coteaux                 | Irigny                          | Irigny                                                                                            | 1                                          | (14)                                       | 12                                         |
| Lones et Coteaux                 | La Mulatière                    | La Mulatière                                                                                      | 1                                          | (14)                                       | 12                                         |
| Lones et Coteaux                 | Oullins                         | Oullins                                                                                           | 3                                          | (14)                                       | 12                                         |
| Lones et Coteaux                 | Pierre-Bénite                   | Pierre-Bénite                                                                                     | 1                                          | (14)                                       | 12                                         |
| Lones et Coteaux                 | Saint-Genis-Laval               | Saint-Genis-Laval                                                                                 | 2                                          | (14)                                       | 12                                         |
| Lones et Coteaux                 | Vernaison                       | Vernaison                                                                                         | 1                                          | (14)                                       | 12                                         |
| Lyon-Centre                      | Lyon                            | 1er, 2e et 4e arrondissements                                                                     | 57                                         | (12)                                       | 11                                         |
| Lyon-Est                         | Lyon                            | 3e arrondissement (partie à l'est de la ligne de chemin de fer Paris-Lyon)                        | 57                                         | (8)                                        | 7                                          |
| Lyon-Nord                        | Lyon                            | 3e arrondissement (partie à l'ouest de la ligne de chemin de fer Paris-Lyon) et 6e arrondissement | 57                                         | (11)                                       | 9                                          |
| Lyon-Ouest                       | Lyon                            | 5e et 9e arrondissements                                                                          | 57                                         | (12)                                       | 11                                         |
| Lyon-Sud                         | Lyon                            | 7e arrondissement                                                                                 | 57                                         | (9)                                        | 8                                          |
| Lyon-Sud-Est                     | Lyon                            | 8e arrondissement                                                                                 | 57                                         | (10)                                       | 9                                          |
| Ouest                            | Charbonnières-les-Bains         | Charbonnières-les-Bains                                                                           | 1                                          | (10)                                       | 9                                          |
| Ouest                            | Craponne                        | Craponne                                                                                          | 1                                          | (10)                                       | 9                                          |
| Ouest                            | Francheville                    | Francheville                                                                                      | 1                                          | (10)                                       | 9                                          |
| Ouest                            | Marcy-l'Étoile                  | Marcy-l'Étoile                                                                                    | 1                                          | (10)                                       | 9                                          |
| Ouest                            | Saint-Genis-les-Ollières        | Saint-Genis-les-Ollières                                                                          | 1                                          | (10)                                       | 9                                          |
| Ouest                            | Sainte-Foy-lès-Lyon             | Sainte-Foy-lès-Lyon                                                                               | 2                                          | (10)                                       | 9                                          |
| Ouest                            | Tassin-la-Demi-Lune             | Tassin-la-Demi-Lune                                                                               | 2                                          | (10)                                       | 9                                          |
| Plateau Nord-Caluire             | Caluire-et-Cuire                | Caluire-et-Cuire                                                                                  | 4                                          | (10)                                       | 8                                          |
| Plateau Nord-Caluire             | Rillieux-la-Pape                | Rillieux-la-Pape                                                                                  | 3                                          | (10)                                       | 8                                          |
| Plateau Nord-Caluire             | Sathonay-Camp                   | Sathonay-Camp                                                                                     | 1                                          | (10)                                       | 8                                          |
| Porte des Alpes                  | Bron                            | Bron                                                                                              | 4                                          | (13)                                       | 12                                         |
| Porte des Alpes                  | Chassieu                        | Chassieu                                                                                          | 1                                          | (13)                                       | 12                                         |
| Porte des Alpes                  | Mions                           | Mions                                                                                             | 1                                          | (13)                                       | 12                                         |
| Porte des Alpes                  | Saint-Priest                    | Saint-Priest                                                                                      | 5                                          | (13)                                       | 12                                         |
| Portes du Sud                    | Corbas                          | Corbas                                                                                            | 1                                          | (13)                                       | 11                                         |
| Portes du Sud                    | Feyzin                          | Feyzin                                                                                            | 1                                          | (13)                                       | 11                                         |
| Portes du Sud                    | Saint-Fons                      | Saint-Fons                                                                                        | 2                                          | (13)                                       | 11                                         |
| Portes du Sud                    | Solaize                         | Solaize                                                                                           | 1                                          | (13)                                       | 11                                         |
| Portes du Sud                    | Vénissieux                      | Vénissieux                                                                                        | 7                                          | (13)                                       | 11                                         |
| Rhône Amont                      | Décines-Charpieu                | Décines-Charpieu                                                                                  | 3                                          | (13)                                       | 12                                         |
| Rhône Amont                      | Jonage                          | Jonage                                                                                            | 1                                          | (13)                                       | 12                                         |
| Rhône Amont                      | Meyzieu                         | Meyzieu                                                                                           | 3                                          | (13)                                       | 12                                         |
| Rhône Amont                      | Vaulx-en-Velin                  | Vaulx-en-Velin                                                                                    | 5                                          | (13)                                       | 12                                         |
| Val de Saône                     | Albigny-sur-Saône               | Albigny-sur-Saône                                                                                 | 1                                          | (13)                                       | 14                                         |
| Val de Saône                     | Cailloux-sur-Fontaines          | Cailloux-sur-Fontaines                                                                            | 1                                          | (13)                                       | 14                                         |
| Val de Saône                     | Champagne-au-Mont-d'Or          | Champagne-au-Mont-d'Or                                                                            | 1                                          | (13)                                       | 14                                         |
| Val de Saône                     | Collonges-au-Mont-d'Or          | Collonges-au-Mont-d'Or                                                                            | 1                                          | (13)                                       | 14                                         |
| Val de Saône                     | Couzon-au-Mont-d'Or             | Couzon-au-Mont-d'Or                                                                               | 1                                          | (13)                                       | 14                                         |
| Val de Saône                     | Curis-au-Mont-d'Or              | Curis-au-Mont-d'Or                                                                                | 1                                          | (13)                                       | 14                                         |
| Val de Saône                     | Dardilly                        | Dardilly                                                                                          | 1                                          | (13)                                       | 14                                         |
| Val de Saône                     | Écully                          | Écully                                                                                            | 2                                          | (13)                                       | 14                                         |
| Val de Saône                     | Fleurieu-sur-Saône              | Fleurieu-sur-Saône                                                                                | 1                                          | (13)                                       | 14                                         |
| Val de Saône                     | Fontaines-Saint-Martin          | Fontaines-Saint-Martin                                                                            | 1                                          | (13)                                       | 14                                         |
| Val de Saône                     | Fontaines-sur-Saône             | Fontaines-sur-Saône                                                                               | 1                                          | (13)                                       | 14                                         |
| Val de Saône                     | Genay                           | Genay                                                                                             | 1                                          | (13)                                       | 14                                         |
| Val de Saône                     | Limonest                        | Limonest                                                                                          | 1                                          | (13)                                       | 14                                         |
| Val de Saône                     | Lissieu                         | Lissieu                                                                                           | 1                                          | (13)                                       | 14                                         |
| Val de Saône                     | Montanay                        | Montanay                                                                                          | 1                                          | (13)                                       | 14                                         |
| Val de Saône                     | Neuville-sur-Saône              | Neuville-sur-Saône                                                                                | 1                                          | (13)                                       | 14                                         |
| Val de Saône                     | Poleymieux-au-Mont-d'Or         | Poleymieux-au-Mont-d'Or                                                                           | 1                                          | (13)                                       | 14                                         |
| Val de Saône                     | Quincieux                       | Quincieux                                                                                         | 1                                          | (13)                                       | 14                                         |
| Val de Saône                     | Rochetaillée-sur-Saône          | Rochetaillée-sur-Saône                                                                            | 1                                          | (13)                                       | 14                                         |
| Val de Saône                     | Saint-Cyr-au-Mont-d'Or          | Saint-Cyr-au-Mont-d'Or                                                                            | 1                                          | (13)                                       | 14                                         |
| Val de Saône                     | Saint-Didier-au-Mont-d'Or       | Saint-Didier-au-Mont-d'Or                                                                         | 1                                          | (13)                                       | 14                                         |
| Val de Saône                     | Saint-Germain-au-Mont-d'Or      | Saint-Germain-au-Mont-d'Or                                                                        | 1                                          | (13)                                       | 14                                         |
| Val de Saône                     | Saint-Romain-au-Mont-d'Or       | Saint-Romain-au-Mont-d'Or                                                                         | 1                                          | (13)                                       | 14                                         |
| Val de Saône                     | Sathonay-Village                | Sathonay-Village                                                                                  | 1                                          | (13)                                       | 14                                         |
| Val de Saône                     | La Tour-de-Salvagny             | La Tour-de-Salvagny                                                                               | 1                                          | (13)                                       | 14                                         |
| Villeurbanne                     | Villeurbanne                    | Villeurbanne                                                                                      | 17                                         | (18)                                       | 17                                         |
| Total pour la métropole de Lyon  | Total pour la métropole de Lyon | Total pour la métropole de Lyon                                                                   | 165                                        | (166)                                      | 150                                        |

## L'exécutif métropolitain

### Liste des présidents
| Président | Président       | Parti | Qualité | Début du mandat  | Fin du mandat    |
| --------- | --------------- | ----- | --- | ---------------- | ---------------- |
| 1         | Gérard Collomb  | PS    | Sénateur du Rhône (1999-2018) Maire de Lyon (2001-2017, 2018-2020) Président de la Communauté urbaine de Lyon (2001-2014)                                     | 1er janvier 2015 | 10 juillet 2017  |
| 2         | David Kimelfeld | LREM  | Vice-président de la Communauté urbaine de Lyon (2008-2014) Maire du 4e arrondissement de Lyon (2011-2020) Vice-président de la Métropole de Lyon (2015-2017) | 10 juillet 2017  | 1er juillet 2020 |
| 3         | Bruno Bernard   | EELV  | Conseiller municipal de Villeurbanne (2008-2014) | 2 juillet 2020   | en cours         |

### Le Président et les vice-présidents
Le Conseil de la Métropole est composée d'un président et de 23 vice-présidents :
| Rôle               | Nom                    | Groupe | Groupe                                                  |                                                               |
| ------------------ | ---------------------- | ------ | ------------------------------------------------------- | ------------------------------------------------------------- |
| Président          | Bruno Bernard          |        | Les écologistes                                         |                                                               |
| 1er vice-président | Émeline Baume          |        | Les écologistes                                         | Économie, emploi, commerce, numérique et commande publique    |
| 2e vice-président  | Béatrice Vessiller     |        | Les écologistes                                         | Urbanisme et cadre de vie                                     |
| 3e vice-président  | Renaud Payre           |        | Socialistes, gauche sociale et écologique et apparentés | Habitat, logement social et politique de la ville             |
| 4e vice-président  | Michèle Picard         |        | Communiste et républicain                               | Lutte contre les discriminations et à l'égalité femmes/hommes |
| 5e vice-président  | Jean-Charles Kohlhaas  |        | Les écologistes                                         | Déplacements, intermodalités et logistique urbaine            |
| 6e vice-président  | Hélène Geoffroy        |        | Socialistes, gauche sociale et écologique et apparentés | Égalité des territoires                                       |
| 7e vice-président  | Cédric Van Styvendael  |        | Socialistes, gauche sociale et écologique et apparentés | Culture                                                       |
| 8e vice-président  | Lucie Vacher           |        | Les écologistes                                         | Enfance, famille et jeunesse                                  |
| 9e vice-président  | Bertrand Artigny       |        | Les écologistes                                         | Finances                                                      |
| 10e vice-président | Zemorda Khelifi        |        | Les écologistes                                         | Ressources humaines                                           |
| 11e vice-président | Pierre Athanaze        |        | Les écologistes                                         | Environnement, protection animale et prévention des risques   |
| 12e vice-président | Véronique Moreira      |        | Les écologistes                                         | Éducation et collèges                                         |
| 13e vice-président | Fabien Bagnon          |        | Les écologistes                                         | Voirie et mobilités actives                                   |
| 14e vice-président | Anne Grosperrin        |        | Les écologistes                                         | Eau et assainissement                                         |
| 15e vice-président | Jérémy Camus           |        | Les écologistes                                         | Agriculture, alimentation et résilience du territoire         |
| 16e vice-président | Séverine Hémain        |        | Les écologistes                                         | Politiques d'insertion                                        |
| 17e vice-président | Jean-Michel Longueval  |        | Socialistes, gauche sociale et écologique et apparentés | Enseignement supérieur et recherche                           |
| 18e vice-président | Laurence Boffet        |        |                                                         | Participation et initiatives citoyennes                       |
| 19e vice-président | Pascal Blanchard       |        | Les écologistes                                         | Santé, personnes âgées et personnes en situation de handicap  |
| 20e vice-président | Isabelle Petiot        |        | Les écologistes                                         | Réduction et traitement des déchets et propreté               |
| 21e vice-président | Philippe Guelpa-Bonaro |        | Les écologistes                                         | Climat, énergie et réduction de la publicité                  |
| 22e vice-président | Hélène Duvivier        |        | Les écologistes                                         | Coopération européenne et internationale et tourisme          |
| 23e vice-président | Florestan Groult       |        | La France insoumise                                     | Vie associative et politiques sportives                       |

#### Commission permanente
La commission permanente est constituée, en plus du président et des vice-présidents, de 42 conseillers membres :
| Nom                       | Groupe | Groupe                                                        |
| ------------------------- | ------ | ------------------------------------------------------------- |
| Benjamin Badouard         |        | Les écologistes                                               |
| Vinciane Brunel-Vieira    |        | Les écologistes                                               |
| Richard Marion            |        | Les écologistes                                               |
| Sandrine Runel            |        | Socialistes, gauche sociale et écologique et apparentés       |
| Raphaël Debü              |        | Communiste et républicain                                     |
| Laurence Fretty-Perrier   |        | Les écologistes                                               |
| Jean-Claude Ray           |        | Les écologistes                                               |
| Fatiha Benahmed           |        | Les écologistes                                               |
| Issam Benzeghiba          |        | Socialistes, gauche sociale et écologique et apparentés       |
| Claire Brossaud           |        | Les écologistes                                               |
| Idir Boumertit            |        | Métropole insoumise, résiliente et solidaire                  |
| Nathalie Dehan            |        | Les écologistes                                               |
| Jérôme Bub                |        | Les écologistes                                               |
| Blandine Collin           |        | Les écologistes                                               |
| Philippe Cochet           |        | Rassemblement de la droite, du centre et de la société civile |
| Véronique Sarselli        |        | Rassemblement de la droite, du centre et de la société civile |
| Gilles Gascon             |        | Rassemblement de la droite, du centre et de la société civile |
| Laurence Fautra           |        | Rassemblement de la droite, du centre et de la société civile |
| Alexandre Vincendet       |        | Rassemblement de la droite, du centre et de la société civile |
| Clotilde Pouzergue        |        | Rassemblement de la droite, du centre et de la société civile |
| Pascal Charmot            |        | Rassemblement de la droite, du centre et de la société civile |
| Laurence Croizier         |        | Rassemblement de la droite, du centre et de la société civile |
| Jérémy Bréaud             |        | Rassemblement de la droite, du centre et de la société civile |
| Dominique Nachury         |        | Rassemblement de la droite, du centre et de la société civile |
| François-Noël Buffet      |        | Rassemblement de la droite, du centre et de la société civile |
| Chantal Crespy            |        | Rassemblement de la droite, du centre et de la société civile |
| Luc Seguin                |        | Rassemblement de la droite, du centre et de la société civile |
| Doriane Corsale           |        | Rassemblement de la droite, du centre et de la société civile |
| Lionel Lassagne           |        | Rassemblement de la droite, du centre et de la société civile |
| David Kimelfeld           |        | Progressistes et républicains                                 |
| Myriam Picot              |        | Progressistes et républicains                                 |
| Jean-Luc Da Passano       |        | Progressistes et républicains                                 |
| Catherine Panassier       |        | Progressistes et républicains                                 |
| Prosper Kabalo            |        | Progressistes et républicains                                 |
| Marc Grivel               |        | Synergies métropole                                           |
| Florence Asti Lapperrière |        | Synergies métropole                                           |
| Max Vincent               |        | Synergies métropole                                           |
| Rose-France Fournillon    |        | Synergies métropole                                           |
| Louis Pelaez              |        | Inventer la Métropole de demain                               |
| Nicole Sibeud             |        | Inventer la Métropole de demain                               |
| Christophe Geourjon       |        | Inventer la Métropole de demain                               |
| Nathalie Frier            |        | Inventer la Métropole de demain                               |